# Dorothy Stowe
Dorothy Stowe, nascida Dorothy Anne Rabinowitz, (Providence, 22 de dezembro de 1920 — Vancouver, 23 de julho de 2010) foi uma ativista social e ambientalista norte-americana. Ela co-fundou o Greenpeace.